# Bias (Zerbst)
Bias ist ein Ortsteil der gleichnamigen Ortschaft der Stadt Zerbst/Anhalt im Landkreis Anhalt-Bitterfeld in Sachsen-Anhalt.

## Geografie
Das Dorf Bias liegt südlich der Stadt Zerbst/Anhalt an der Bundesstraße 187a.

## Geschichte
Der Ort Bias wurde wahrscheinlich bereits im Jahre 1003 als Uuieze erstmalig urkundlich erwähnt. Diese erste urkundliche Erwähnung des Ortes Bias geschah anlässlich einer Schenkung von König Heinrich II. an einen seiner Gefolgsleute. Die Echtheit der auf den 12. Mai 1003 datierte Urkunde gilt als sicher, aber die Identifikation von Bias mit dem darin genannten Ort Uuieze ist nicht restlos gesichert. Die nächste Nennung des slawischen Ortsnamens ist aus dem Jahre 1215 (Wias). Schon im 12. Jahrhundert waren Flamen und Sachsen in die Region gekommen, die die bis dahin slawische Bevölkerung allmählich assimilierten.
Am 20. Juli 1950 wurde die bis dahin eigenständige Gemeinde Bias nach Pakendorf eingemeindet.
Am 1. Juli 1966 entstand die politisch selbstständige Gemeinde Bias erneut.
Am 1. Januar 2005 erfolgte die Eingemeindung nach Zerbst/Anhalt.

## Politik

### Ortschaftsrat
Als Ortschaft der Stadt Zerbst/Anhalt übernimmt ein so genannter Ortschaftsrat die Wahrnehmung der speziellen Interessen des Ortes innerhalb bzw. gegenüber den Stadtgremien. Er wird aus fünf Mitgliedern gebildet.

### Bürgermeister
Als weiteres ortsgebundenes Organ fungiert der Ortsbürgermeister, dieses Amt wird zur Zeit von Juliane Krüger wahrgenommen.

### Wappen
| | Blasonierung: „Gespalten von Schwarz und Gold; belegt mit einer Pflugschar in verwechselten Farben.“ |
| Wappenbegründung: Die Farben des Ortes sind Schwarz - Gelb (Gold). Auf Grund des Alters des Ortes haben sich die Bürger für die alten anhaltischen Farben entschieden. Die über 1000-jährige Landwirtschaft soll in Form einer stilisierten Pflugschar symbolisiert werden. Das Wappen wurde in der Quedlinburger Wappenrolle unter der Nummer QWR II/90002 registriert. Das Wappen wurde von der Heraldischen Gesellschaft „Schwarzer Löwe“ Leipzig gestaltet und am 30. Juni 1993 durch das Regierungspräsidium Dessau genehmigt. | |